# Bistum Nîmes
Das Bistum Nîmes (lat.: Dioecesis Nemausensis) ist eine in Frankreich gelegene römisch-katholische Diözese mit Sitz in Nîmes.

## Geschichte
Das Bistum wurde im 5. Jahrhundert errichtet und dem Erzbistum Narbonne als Suffraganbistum unterstellt. 1694 gab das Bistum Nîmes Teile seines Territoriums zur Gründung des Bistums Alès ab. Am 29. November 1801 wurde das Bistum Nîmes aufgelöst und das Gebiet wurde dem Bistum Avignon angegliedert. Das Bistum Nîmes wurde am 6. Oktober 1822 durch Papst Pius VII. mit der Apostolischen Konstitution Paternae charitatis erneut errichtet. Am 27. April 1877 wurde das Bistum Nîmes wieder dem Erzbistum Avignon als Suffraganbistum unterstellt, seit dem 16. Dezember 2002 dem Erzbistum Montpellier.

## Weblinks

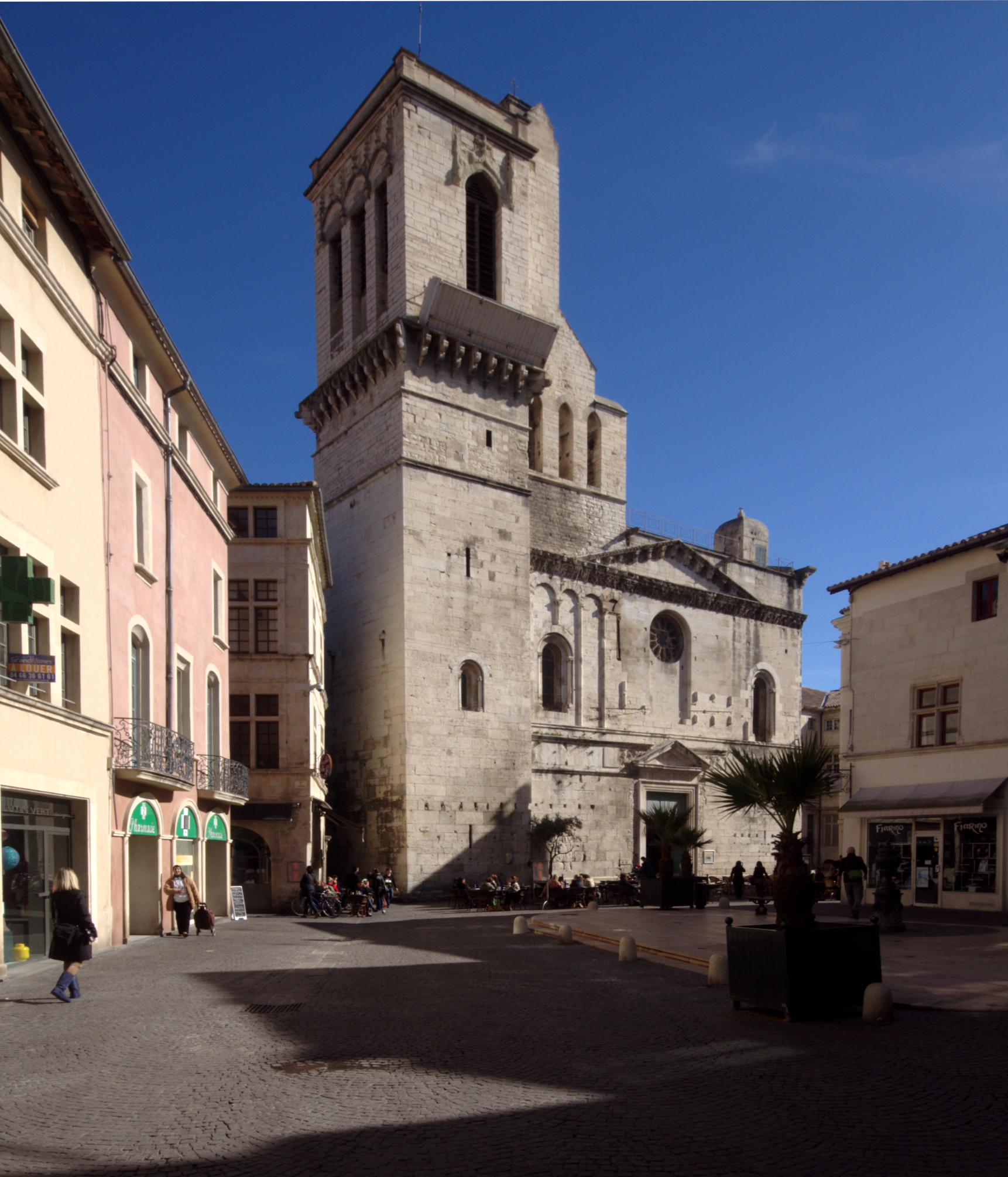
Kathedrale Notre-Dame-et-Saint-Castor in Nîmes